# أيلين أوسبورن ويب
أيلين أوسبورن ويب (بالإنجليزية: Aileen Osborn Webb) هي راعية الفنون أمريكية، ولدت في 1892 في نيويورك في الولايات المتحدة، وتوفيت في 1979.